# Plantago alpina
Plantago alpina es una planta herbácea de la familia de las plantagináceas.

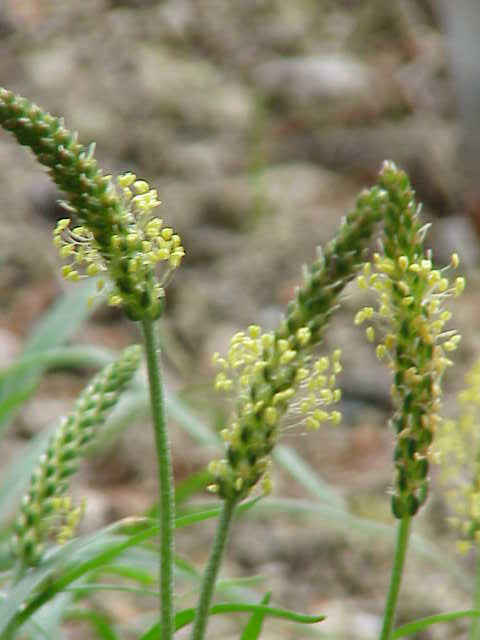
Inflorescencia

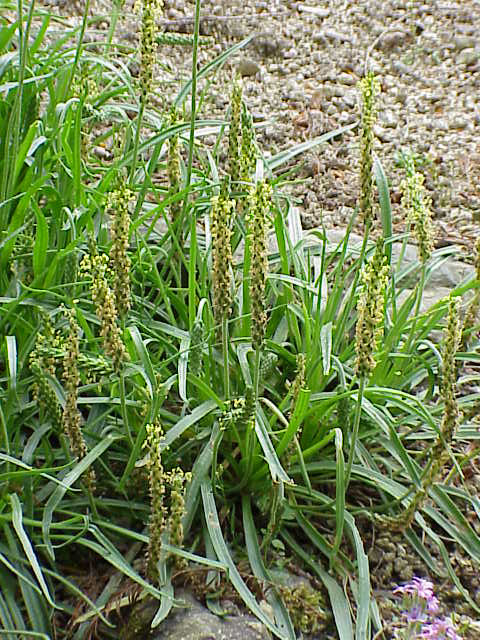
Vista de la planta

## Descripción
Es una hierba perenne, que alcanza un tamaño de hasta 30 cm de altura, sin tallo. Las hojas están dispuestas en varias rosetas basales, lineares, a veces con alguna estrechamente lanceolada, agudas, abruptamente contraídas en el ápice, enteras, en ocasiones denticuladas hasta con 4 pares de pequeños dientes, con 1-3 nervios, planas, de consistencia herbácea, de pubescentes a glabras, con pelos hasta de 0,7(1) mm, ± patentes. La inflorescencia es una espiga  cilíndrica, a veces ovoide, compacta; con brácteas lanceoladas a ovado-acuminadas, agudas. El fruto es un pixidio de 2,2-3 × 1,5 mm, con 2-4 semillas, glabro, excepto unos pocos pelos en la base del resto estilar. Semillas  hemielipsoidales, con la cara interna plana.

## Distribución y hábitat
Se encuentra en los pastos innivados de alta montaña, preferentemente en suelos de reacción ácida; a una altitud de 1350-2800 metros en las montañas del C y S de Europa. Montañas del N y CW de la península ibérica.

## Taxonomía
Plantago alpina fue descrita por  Carlos Linneo y publicado en Species Plantarum 1: 114. 1753.
Citología
Número de cromosomas de Plantago alpina (Fam. Plantaginaceae) y táxones infraespecíficos: 2n=21
Etimología
Plantago: nombre genérico que deriva de  plantago = muy principalmente, nombre de varias especies del género Plantago L. (Plantaginaceae) –relacionado con la palabra latina planta, -ae f. = "planta del pie"; por la forma de las hojas, según dicen–. Así, Ambrosini (1666) nos cuenta: “Es llamada Plantago por los autores latinos, vocablo que toman de la planta del pie (a causa de la anchura de sus hojas, las que recuerdan la planta del pie; y asimismo porque las hojas tienen líneas como hechas con arado, semejantes a las que vemos en la planta del pie)”
alpina: epíteto latino que significa "que se encuentra en las montañas".
Sinonimia
- Arnoglossum alpinum (L.) Gray
- Plantaginella alpina (L.) Fourr.[6]

## Nombres comunes
- Castellano: llantén, llantén alpino.[7]